# Andre Brandon Fields
Andre Brandon Fields est un personnage fictif de la série télévisée Les Frères Scott. Il est interprété par Jaden Harmon.

## Caractère
Andre est le frère cadet de Quentin Fields, le joueur vedette de l'équipe des Ravens dans la saison 5. On fait sa connaissance après le décès de son frère, assassiné dans une station essence. Âgé de seulement cinq ans et demi, Andre va vite devenir le meilleur ami de James Lucas Scott, le fils de Nathan et Haley. Il va trouver en Jamie un confident par rapport à la peine qu'il éprouve face au décès de son grand frère, et face à la peine de sa mère. Si au début il refuse d'intégrer une équipe de basket-ball, ayant peur de faire du mal à sa mère. Il finit par rentrer dans l'équipe de l'école maternelle dans laquelle il est inscrit. Il devient vite le deuxième joueur majeur, derrière Jamie. Deux ans plus tard, âgé de 7 ans, il est toujours très proche de Jamie et est naturellement présent à la fête d'anniversaire de celui-ci.